# Forteresse teutonique de Marienbourg
 (septembre 2022).
Si vous disposez d'ouvrages ou d'articles de référence ou si vous connaissez des sites web de qualité traitant du thème abordé ici, merci de compléter l'article en donnant les références utiles à sa vérifiabilité et en les liant à la section « Notes et références ».
Ne doit pas être confondu avec Forteresse de Mariembourg ou Forteresse de Marienberg.
La forteresse teutonique de Marienbourg est située à Malbork, en Poméranie, dans le territoire actuel de la Pologne.
Elle fut le palais de l'ordre des chevaliers Teutoniques, d’où les Teutoniques, de retour de croisade, tentèrent de bâtir une théocratie aux dépens du royaume de Pologne voisin : l'État monastique des chevaliers Teutoniques.
La terre de Poméranie fut longtemps objet de conflits opposant la Prusse, fief d'origine des chevaliers teutoniques (depuis la bulle d'or de Rimini), et les rois de Pologne. Ces derniers la définissaient comme la Poméranie orientale, et l'intégrèrent dans la province de « Prusse royale » peuplée d'Allemands.
Le château et son musée sont inscrits sur la liste du patrimoine mondial de l'UNESCO. En construction permanente pendant près de deux cent trente ans, Marienbourg est composée de trois châteaux imbriqués les uns dans les autres. Les haut, moyen et bas châteaux sont séparés par des fossés et des tours. Dans la partie basse se trouvaient les marchands ; la seconde partie, à laquelle on accède par un pont-levis, servait aux chevaliers, et le haut du château était un lieu de culte et d'entraînement aux armes. Les murs sont bâtis avec des briques importées de Prusse et l'architecture est de style backsteingotik (« gothique de brique »), typique de l'influence des villes hanséatiques allemandes. L'aménagement est très sophistiqué (circuit d'aération pour chauffer les pièces, sculptures…).

## Histoire de la forteresse

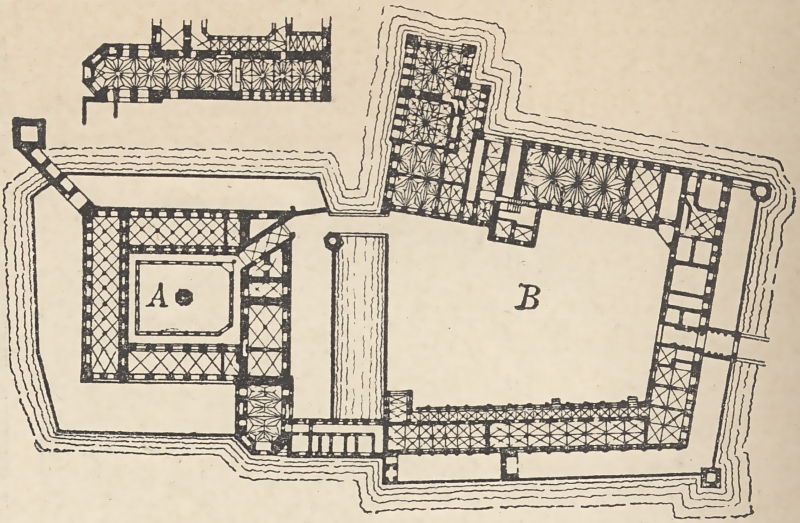
Plan de la forteresse établi en 1892.

### Construction
Au début du XIIIe siècle, les chevaliers teutoniques lancent leurs premières croisades en direction du bassin central de la rivière Nogat dans le but de convertir de force au christianisme les populations païennes qui y vivent. 
Au commencement des années 1280, les chevaliers teutoniques commencent la construction dans cette région d'un château, qu'ils nomment Marienburg, ce qui signifie « château fort de Marie ». En un peu moins de trente ans, ils bâtissent un ensemble conventuel quadrangulaire comprenant chapelle, maison du chapitre, dortoir, réfectoire, cour intérieure et une enceinte au nord. Une longue et haute galerie conduit de l'angle sud-ouest à la tour Danske, qui sert aussi à la défense.

### Siège de l'Ordre
La possession de la Poméranie acquise au détriment de Ladislas Ier le Bref donne lieu au recentrage de l'Ordre, de Venise à Marienbourg : le 14 septembre 1309, le grand maître Siegfried von Feuchtwangen installe le quartier général des chevaliers teutoniques à Marienbourg. L'époque des croisades en Terre sainte est terminée pour les chevaliers. En revanche, elle se poursuit en Europe orientale, avec la ferme volonté de territorialiser et de convertir les peuples locaux.
Il devient rapidement évident que le bâtiment existant n'est pas adapté à son nouveau rôle. Son développement reprend donc, et dure près de quarante ans : le couvent se transforme en une forteresse fortement défendue, le Hochschloß. Entouré de profonds fossés et de plusieurs enceintes, il inclut quelques éléments remarquables. L'église de Notre-Dame se voit ajouter un nouveau presbytère, et la chapelle Sainte-Anne, devient le lieu de sépulture des grands maîtres, depuis la mort de Dietrich von Altenburg, en 1341. L'ancienne enceinte est également modifiée pour englober un vaste quartier résidentiel, nommé Mittelschloß, où résident les chevaliers en visite.
Le Mittelschloß comprend aussi le grand réfectoire (plus grande pièce du château) et sa belle voûte en éventail, l'infirmerie, et le palais du grand maître.
Pendant le XIVe siècle un troisième élément défensif est ajouté : le château bas, ou Unterschloß. On y édifie le Karwan, une grande armurerie où sont stockés canons et matériel militaire. L'Unterschloß possède aussi un grenier au bord de la rivière, et divers équipements : fonderie de cloches, étables, brasserie. Près de ces bâtiments s'élève la chapelle Saint-Laurent, construite spécialement pour les serviteurs du château. L'ensemble est entouré de fossés et de murs de garde pourvus de nombreuses tours. Ces murs rejoignent au sud les fortifications de la ville de Marienbourg.

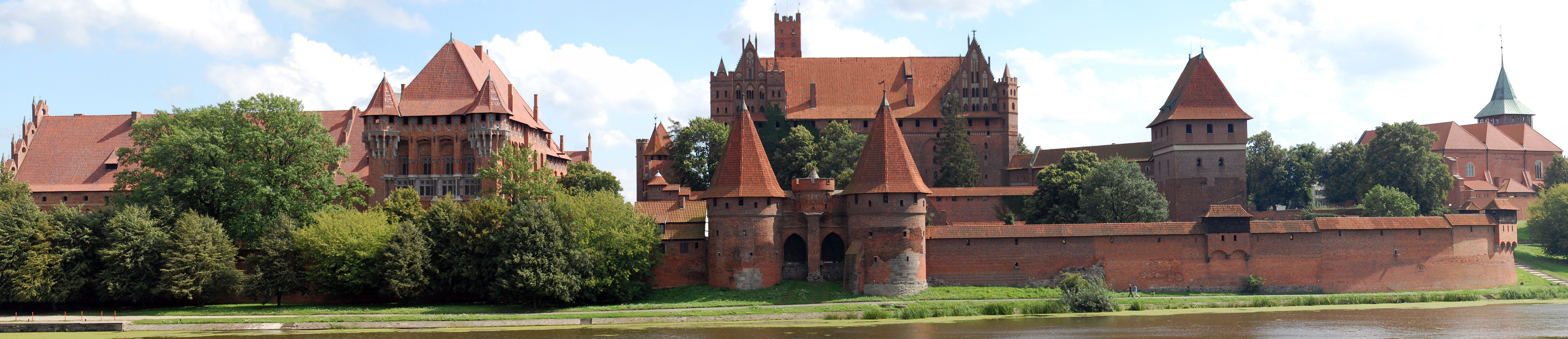
Édifiée sur les berges de la rivière Nogat, cette place forte fut disputée dès sa fondation. Appelée selon les époques : Ordensburg Marienburg (par les Allemands) ou Zamek w Malborku (par les Polonais), elle passa de la juridiction de la Prusse teutonique à la Voïvodie de Poméranie. Les derniers organismes civils allemands ne la quittèrent qu'en 1957.

### Guerre de Treize Ans
Pendant la guerre de Treize Ans, le grand maître Ludwig von Erlichshausen, à court d'argent, est forcé de remettre le château à ses mercenaires en guise de salaire. Ceux-ci le vendent au roi de Pologne qui en prend possession en juin 1457. Le gouvernement du château est pris en charge par un sous-préfet royal. Les nombreux inventaires dressés par les fonctionnaires de la cour pendant les XVIe et XVIIe siècles montrent combien la fonction des différentes parties du château change au cours des années. Le Hochschloß cesse d'être un couvent ; on y stocke sel, bière et alimentation. Le Mittelschloß sert de logement pour la garnison et les fonctionnaires de la cour. L'Unterschloß est utilisé à des fins strictement militaires. Canons, munitions et armes à feu sont stockés dans le Karwan, tandis que tours et bastions reçoivent poudre à canon et salpêtre.

### Intégration dans la Prusse royale, puis au royaume de Prusse
- 1464 : la forteresse est prise par les Polonais. Les territoires de l'ordre Teutonique deviennent la Prusse royale et sont intégrés au royaume de Pologne deux ans plus tard.
- En 1772, lors du premier partage de la Pologne, la Prusse royale passe sous administration du nouveau royaume de Prusse de Frédéric le Grand, descendant direct du grand maître de l'ordre Teutonique Albert de Brandebourg-Ansbach[réf. nécessaire].

### Les Français à Marienbourg
En janvier 1807, les premières unités françaises apparaissent brièvement à Marienbourg. Des troupes s'installent dans la ville après la sanglante bataille d'Eylau les 7 et 8 février 1807. Peu après la bataille, les premiers blessés français et russes arrivent à Marienbourg. Bientôt, l'hôpital de campagne installé en ville étant surpeuplé, certains des blessés (800 soldats) sont transférés dans le grand réfectoire, dans le Mittelschloß. En juin, de nouveaux blessés arrivent à l'hôpital, cette fois après la bataille de Friedland (14 juin 1807). L'hôpital de campagne dans le grand réfectoire est dirigé par le baron Percy, chirurgien en chef de l'armée française. Parmi les blessés, on compte le maréchal Bernadotte, futur roi de Suède et fondateur de la dynastie suédoise actuelle, blessé le 4 juin à la bataille de Spanden ; sa femme, Désirée Clary, habite en ville avec tous ses domestiques. L'hôpital de campagne ferme le 22 novembre 1808.

### Restauration
Ordonnée en 1815 par Karl August von Hardenberg, elle est poursuivie par Conrad Steinbrecht à partir de 1896.

### Années 1930 et après
Avec l'arrivée d'Adolf Hitler, dans les années 1930, les nazis ont utilisé la forteresse comme destination de pèlerinage annuel pour les jeunesses hitlériennes, tant pour les garçons que pour les filles. La forteresse teutonique servait d'exemple architectural pour les Ordensburgen. En 1945, à cause de la Deuxième Guerre mondiale, plus de la moitié de la forteresse a été détruite. Elle sera reconstruite de 1946 à 1951.

## Galerie

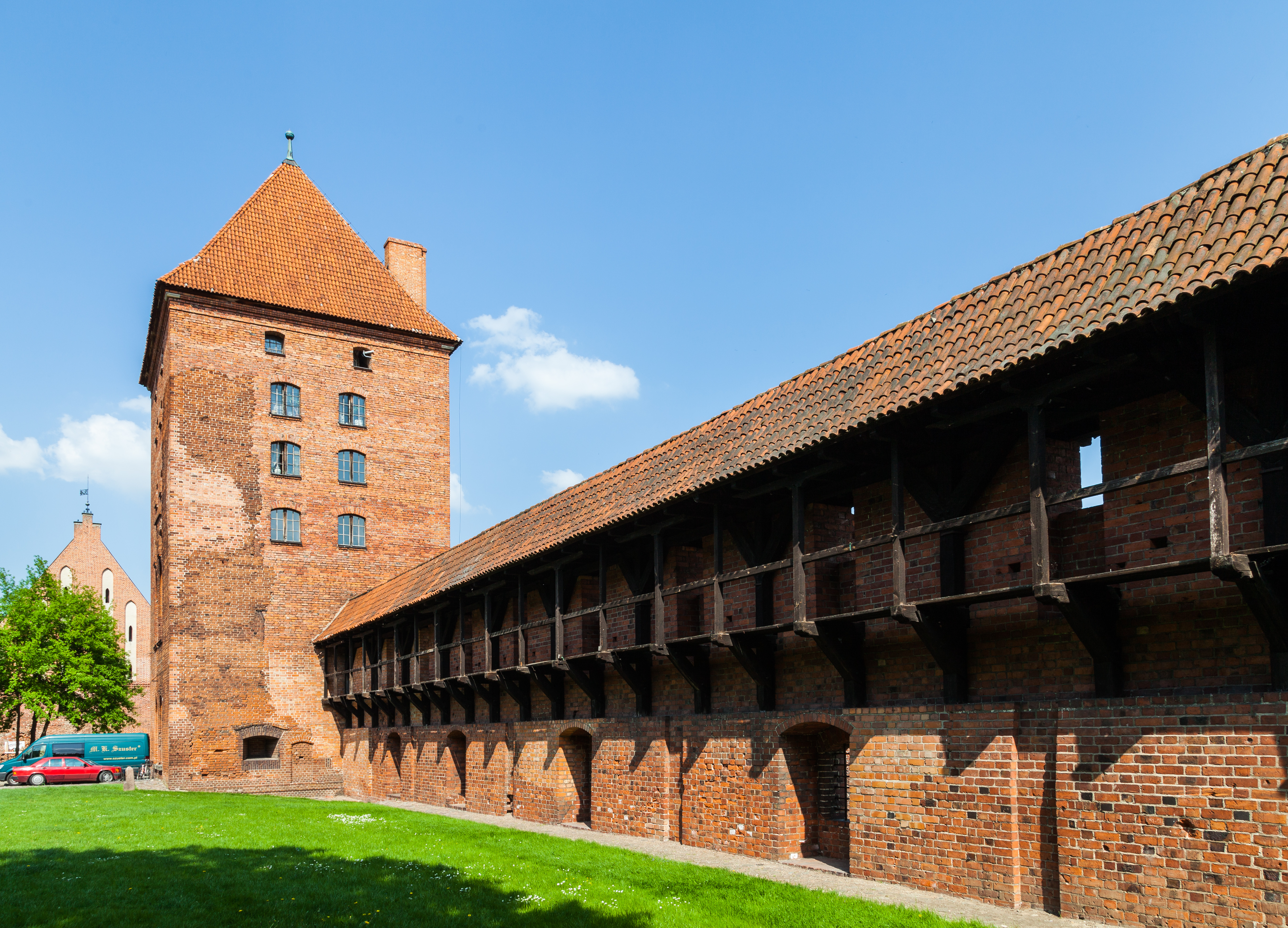
Mur du château
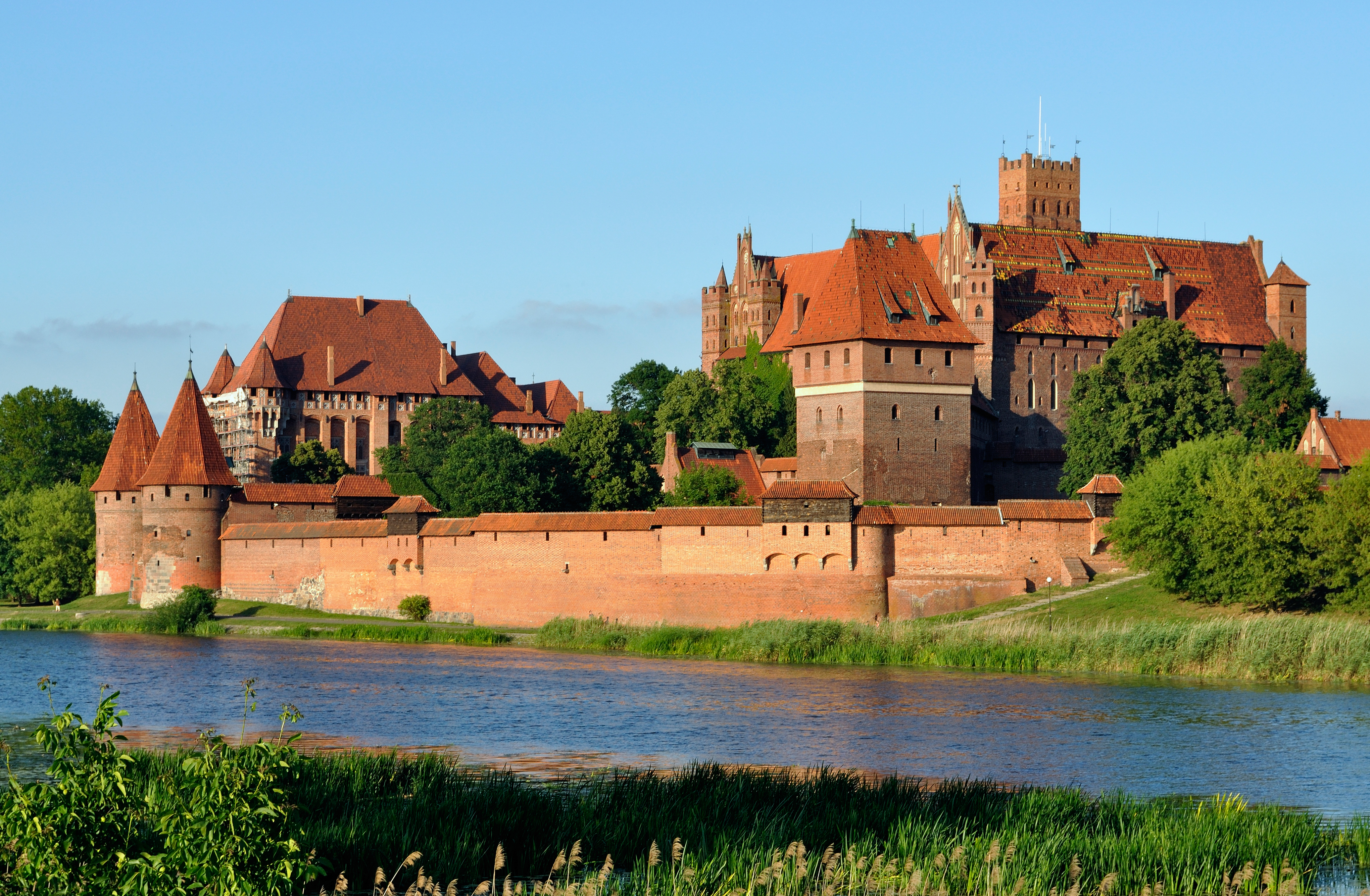
Vue du château
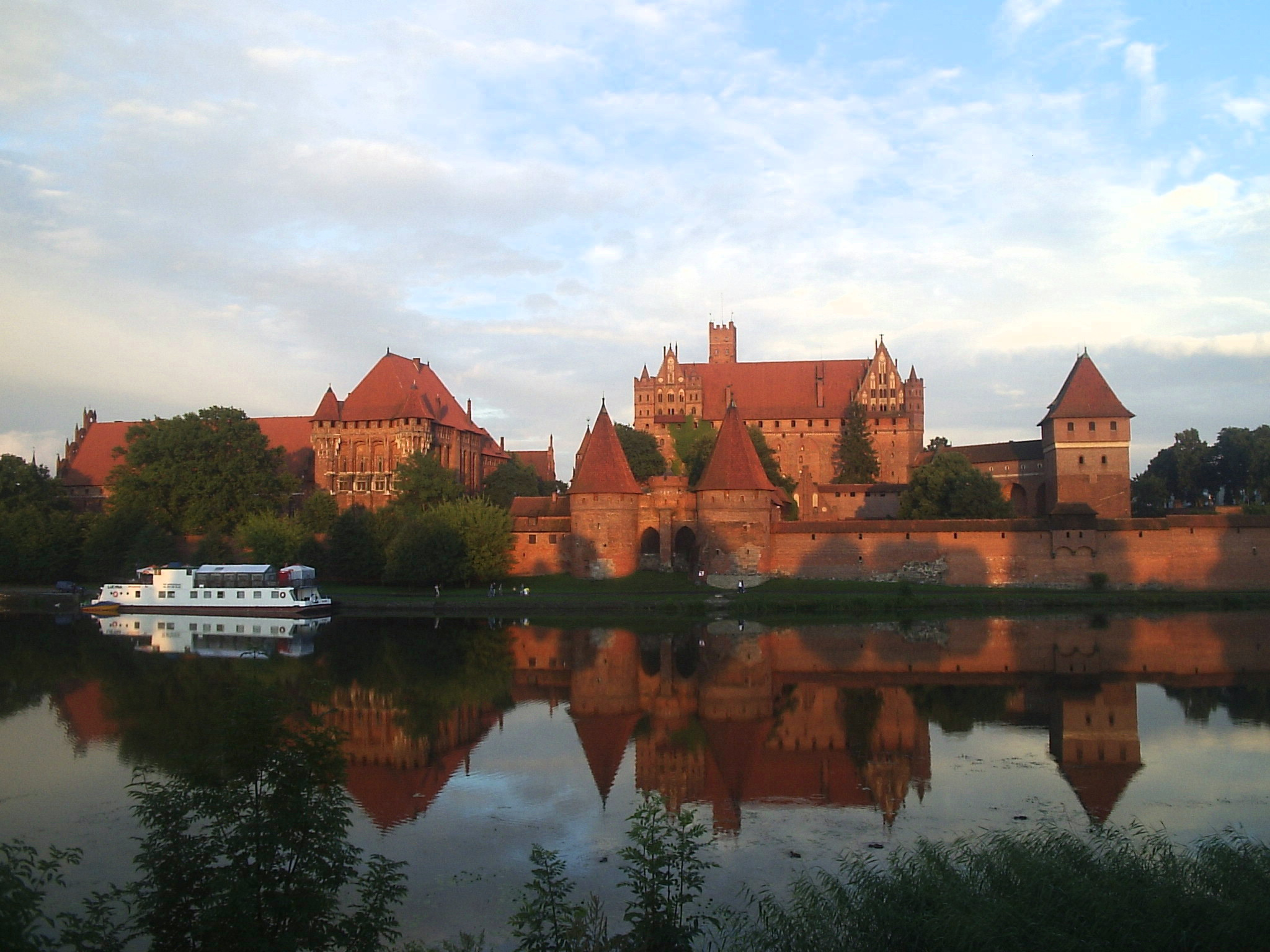
Vue de la Nogat
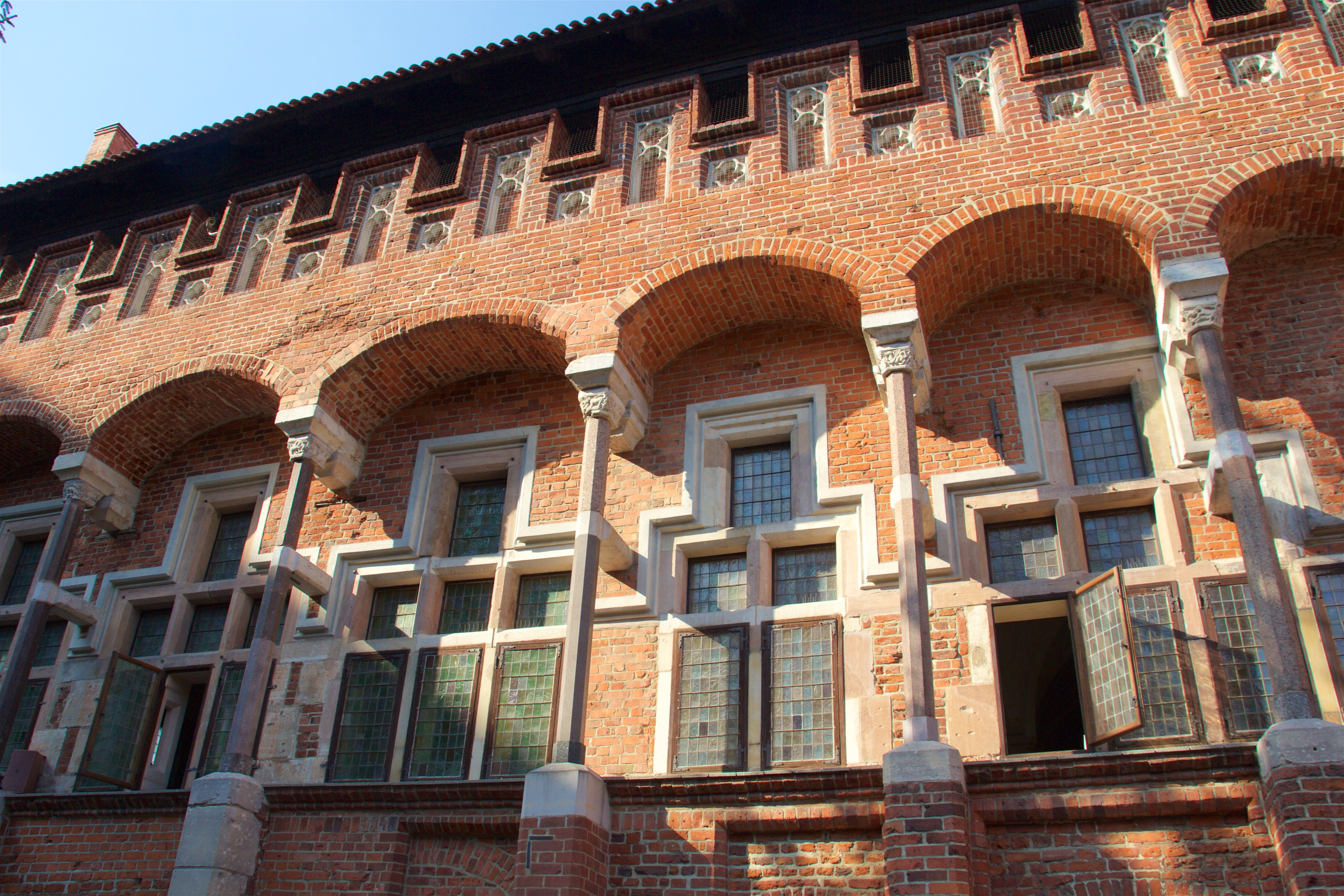
Fines colonnes octogonales en granite
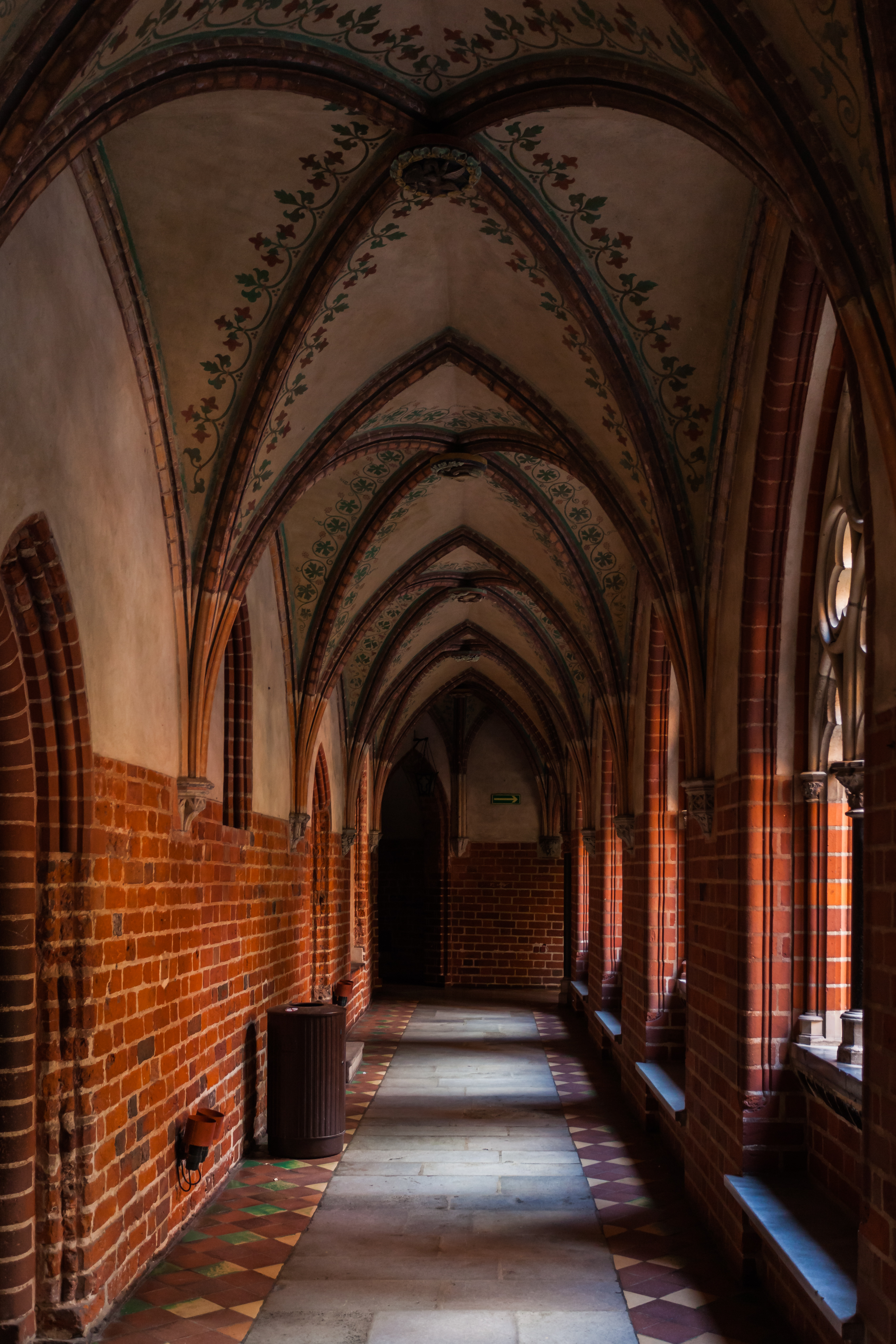
Couloir sur la cour
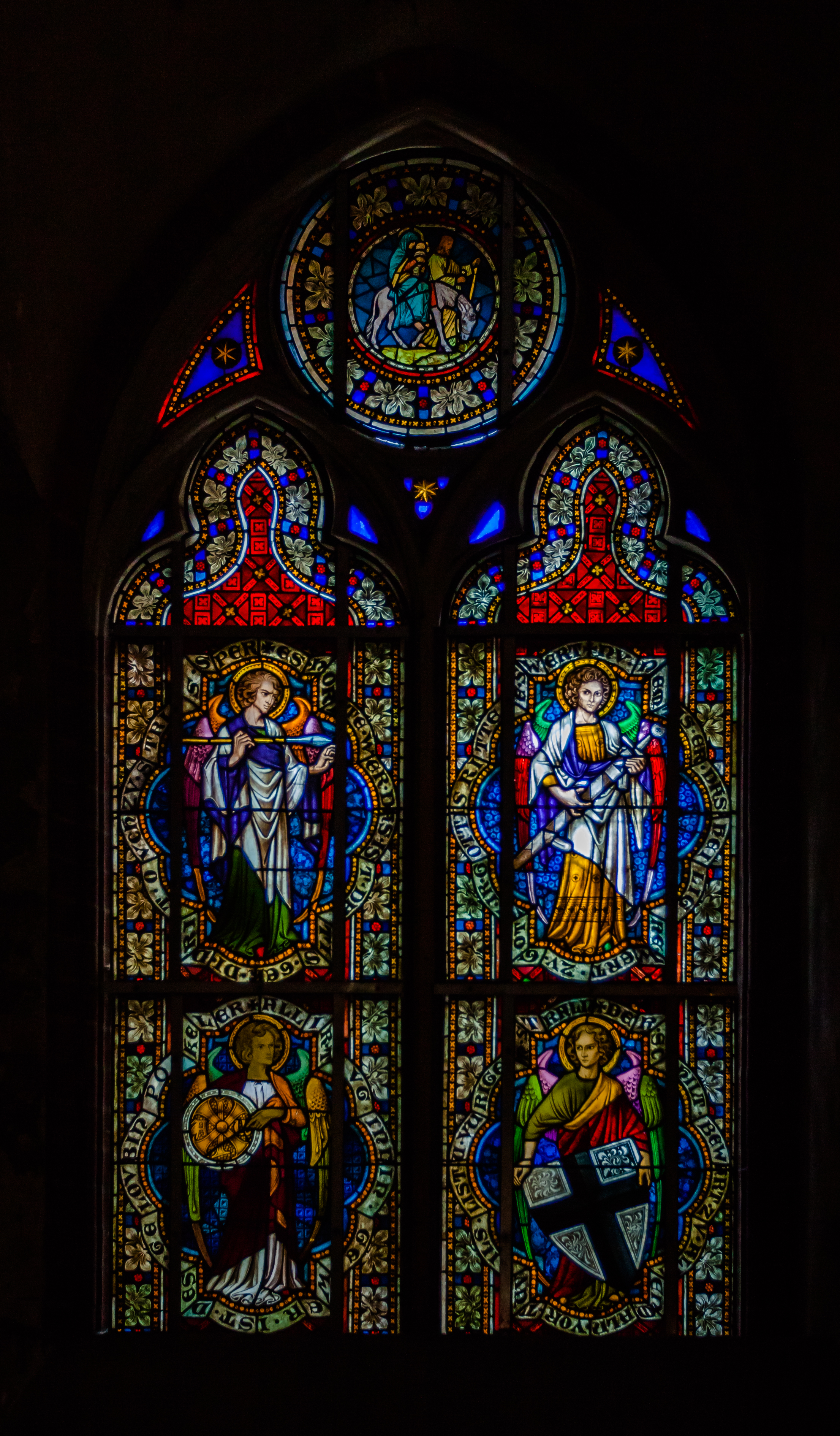
Vitrail de la chapelle
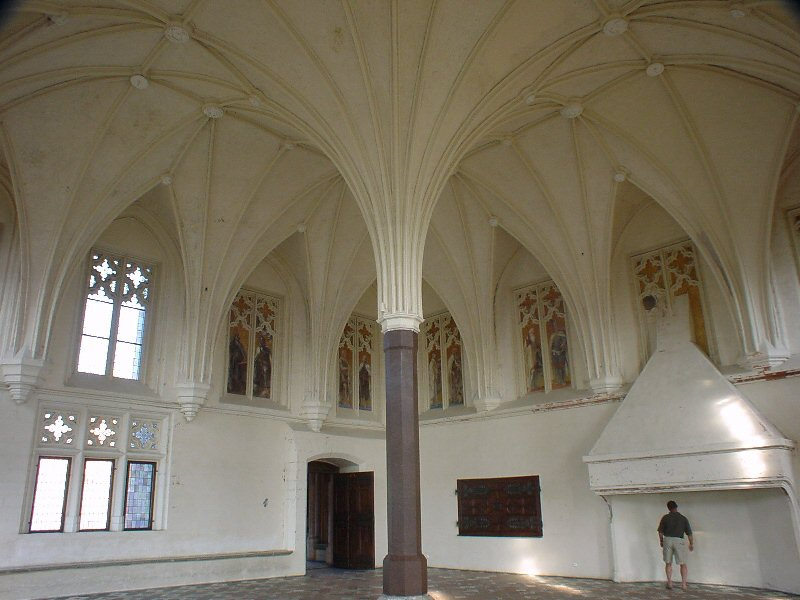
Palais du grand maître de l’Ordre
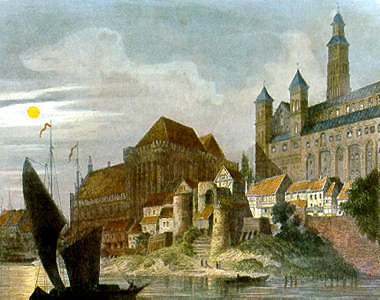
Peinture de Domenico Quaglio de 1834
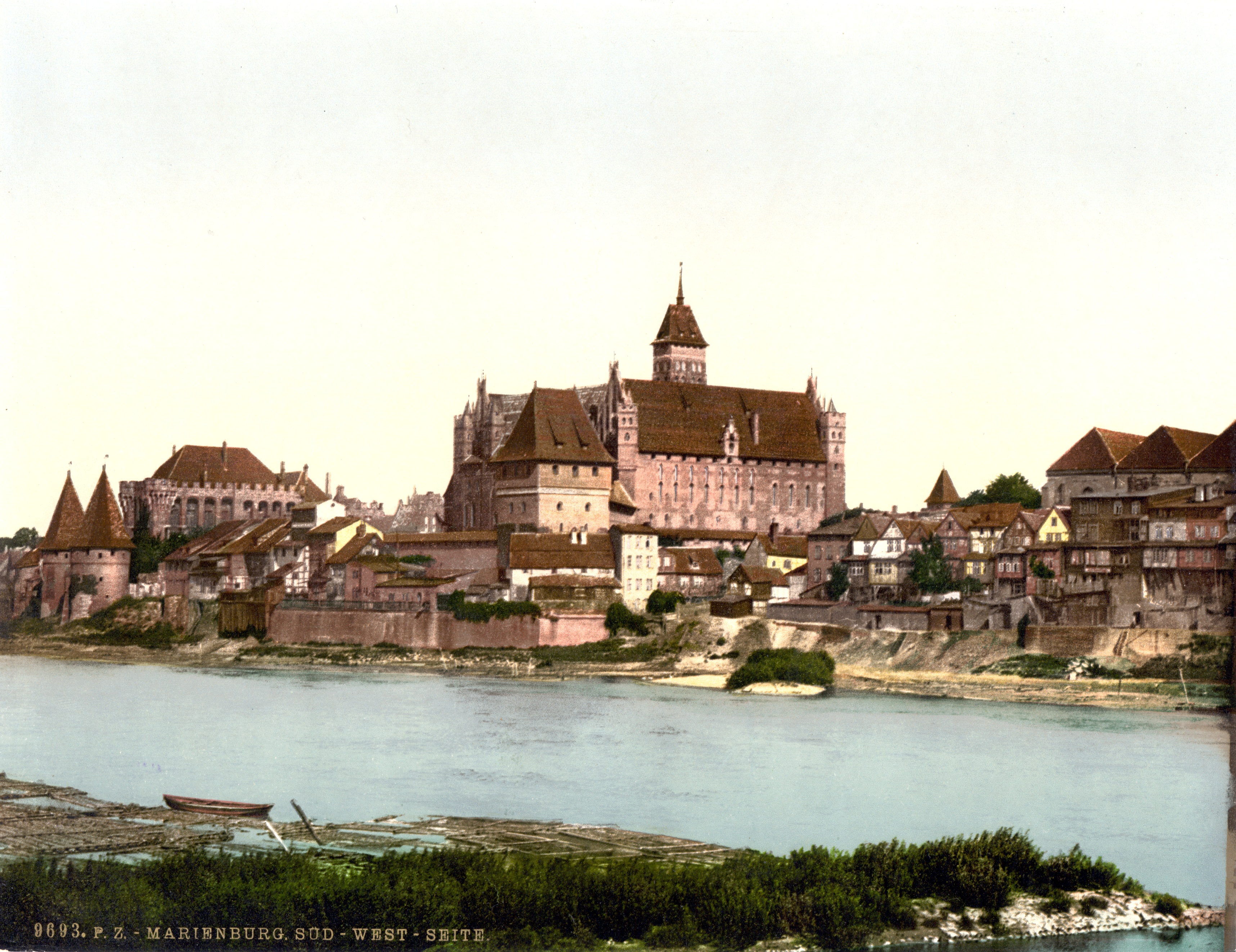
Marienbourg en 1895 dans la Prusse germanique, après la restauration des murailles
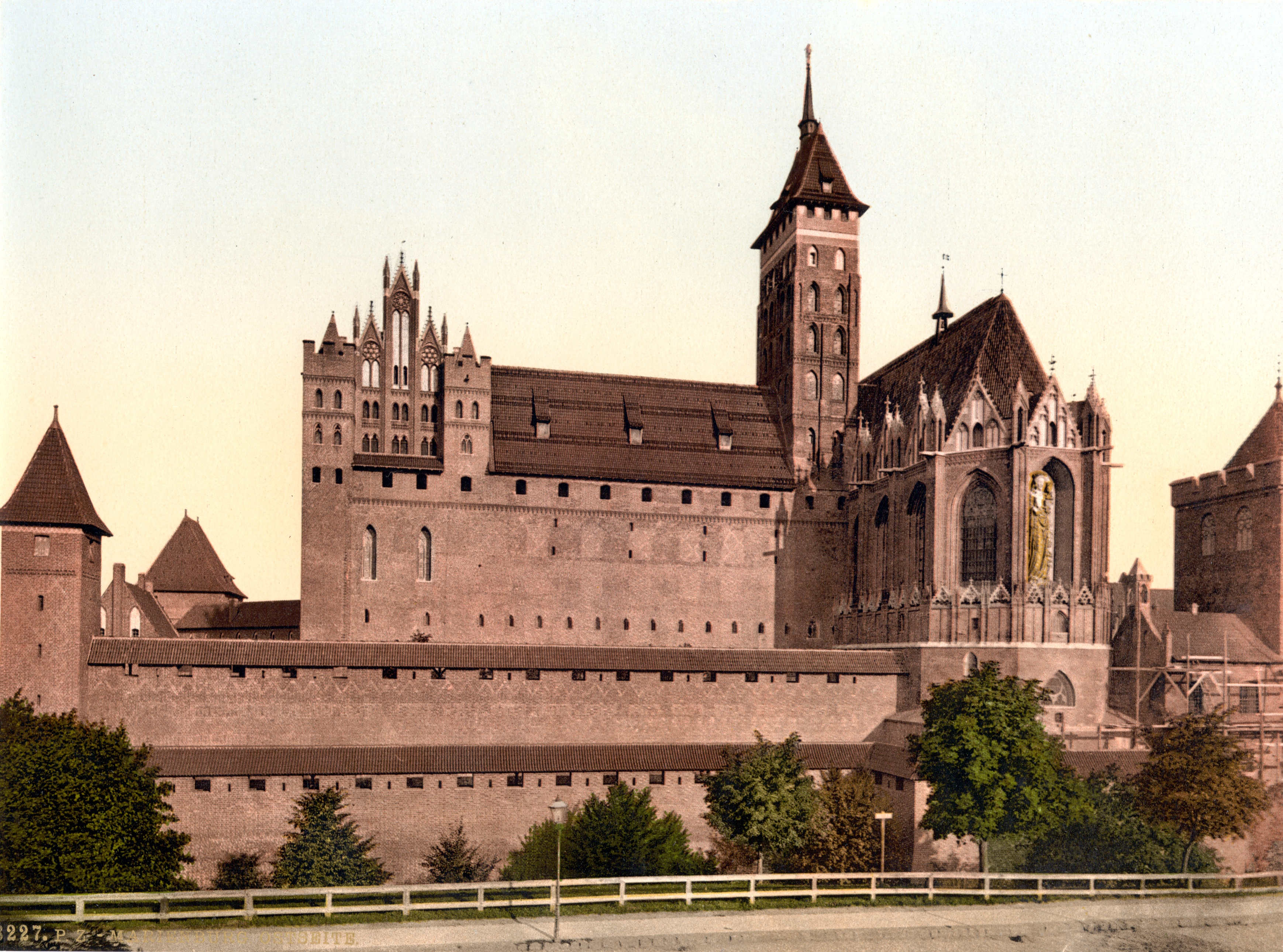
Marienbourg vers 1901, vue de la façade est